# Aino Kallas
Aino Julia Maria Kallas, född Krohn 2 augusti 1878 i Viborgs landskommun, död 9 november 1956 i Helsingfors, var en finländsk författare verksam i Estland under en stor del av sin karriär. 

## Biografi
Kallas var dotter till poeten och folkloristen professor Julius Krohn och syster till Ilmari och K.L. Krohn. Hon var gift med den estniske diplomaten Oskar Kallas. Aino Kallas var en av det unga Finlands mest mondäna och internationella författare, periodvis bosatt i Sankt Petersburg, Tallinn, London och Stockholm, och med en delvis dramatisk biografi.
Kallas var en mångsidig författare som skrev poesi, romaner, noveller, dramatik, essäer, litteraturstudier och memoarer. Hon skildrade kärleken med stor intensitet i ett flertal betydande noveller. Debuten Lauluja ja balladeja (1897) präglades av en socialrealistisk indignation. Med den självbiografiska romanen Katinka Rabe (1920, ej översatt till svenska) började hon skriva mer impressionistiskt. Senare verk, som Barbara von Tisenhusen (1923, första delen i en trilogi) präglades av nyromantisk melodramatik med motiv från finsk och estnisk historia och folklore. Under sin levnad blev hon översatt till engelska, tyska, nederländska, svenska, danska, italienska och ungerska.
Hennes huvudpersoner störtar sig plötsligt i extatiska upplevelser som samtidigt blir förödande. Hon skildrar människans konflikt mellan instinktjaget och det medvetna jaget.
Hon ligger begravd på Sandudds begravningsplats, gamla delen.

## Verk översatta till svenska
- De farande skeppens stad: noveller (översättning Holger Nohrström, Bonnier, 1915) (Lähtevien laivojen kaupunki, 1913)
- Bortom havet (noveller) ((översättning Ragnar Ekelund, Schildt, 1920) (Meren takaa, 1904-1905)
- Barbara von Tisenhausen: en sägen från Livland (roman) ((översättning Bertel Gripenberg, Schildt, 1924) (Barbara von Tisenhausen, 1923)
- Vargbruden (roman) (översättning Bertel Gripenberg, Bonnier, 1936) (Sudenmorsian, 1928)
  - Poesi i svensk översättning i följande antologier: Finsk lyrik. II (Helsingfors : Blinkfyren, 1932, översättning Rafael Lindqvist), Fågeln flyger långt (Söderström, 1952, översättning Joel Rundt) och Du tror du kuvar mig liv? (Trevi, 1984, översättning Ole Torvalds).